# Chrīstos Afroudakīs
Chrīstos Afroudakīs (in greco Χρήστος Αφρουδάκης?; Atene, 23 maggio 1984) è un ex pallanuotista greco, fratello minore di Giōrgos.
In carriera vanta anche un'Eurolega (oggi Champions League), il massimo torneo europeo per club, conquistata nel 2005 con la calottina del Posillipo, segnando anche una rete nel 9-8 con cui la squadra partenopea ha sconfitto gli ungheresi dell'Honvéd nella finale di Napoli. 

## Palmarès

### Club

#### Trofei nazionali
- Campionato greco: 5

Olympiakos: 2007-08, 2008-09, 2009-10, 2010-11
Vouliagmeni: 2011-12
- Coppa di Grecia: 6

Olympiakos: 2007-08, 2008-09, 2009-10, 2010-11
Vouliagmeni: 2011-12, 2016-17

#### Trofei internazionali
- Coppa dei Campioni/Eurolega: 1

Posillipo: 2004-05
- Supercoppa LEN: 1

Posillipo: 2005